# Solanum centrale

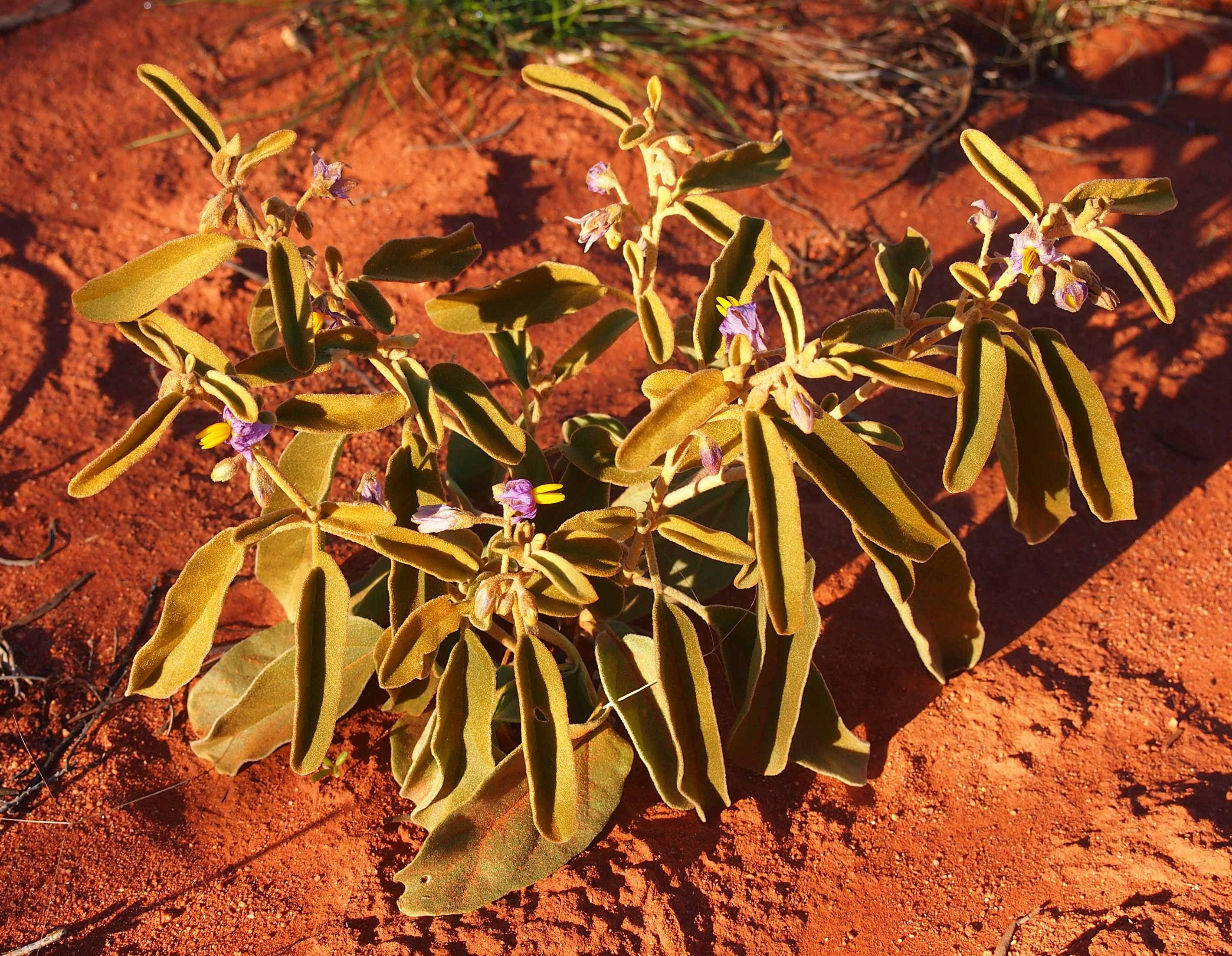
Một bụi S. centrale trên cát đỏ

Solanum centrale, còn gọi với cái tên thông dụng là nho khô sa mạc Úc, cà chua bụi hay kutjera, là một loài thực vật có hoa thuộc chi Cà, có nguồn gốc từ vùng sa mạc khô cằn ở châu Úc. Quả của loài cây này là một nguồn thực phẩm của các nhóm thổ dân vùng Trung Úc từ hàng ngàn năm nay.
S. centrale được mô tả lần đầu tiên bởi JM Black vào năm 1934.

## Mô tả
S. centrale là cây bụi nhỏ, thân gỗ, lâu năm, cao khoảng 45 cm, có khi cao gần 1 mét nếu được ghép. Cây khá ít gai, có lông tơ bao phủ, thân có màu nâu pha lẫn xanh lá. Lá thuôn dài, hình elip, dài 3 – 6 cm, rộng 1 – 2 cm, có khi to hơn, mép lá hơi gợn sóng, cuống dài từ 1,5 đến 3 cm. Hoa mọc thành cụm từ 1 đến 6 bông, màu tím than, cánh hình tam giác dài 1,5 – 2,5 mm, không có cuống hoặc cuống rất ngắn, khoảng 1 cm, hoa dài 4,5 – 6,5 mm. Quả mọng hình cầu, đường kính 10 – 15 mm, có màu vàng, khi phơi khô có màu nâu trông như nho khô nên được gọi là nho khô sa mạc Úc; hạt dài 2 – 4 mm, có màu vàng hoặc nâu nhạt. Có 24 nhiễm sắc thể.
Loài này mọc phổ biến tại tây nam và phía bắc của Trung Úc, và ngày nay đang được trồng với quy mô nhỏ. Cũng như nhiều loài thực vật thuộc chi Cà, S. centrale cũng có chứa các ancaloit độc hại.

## Sử dụng
Quả của S. centrale có thể ăn sống. Quả thường được phơi khô, nghiền thành bột, dùng trong nước sốt và salad. S. centrale được cho là có mùi vị như nho khô sau khi được nghiền trong cát đỏ của sa mạc.

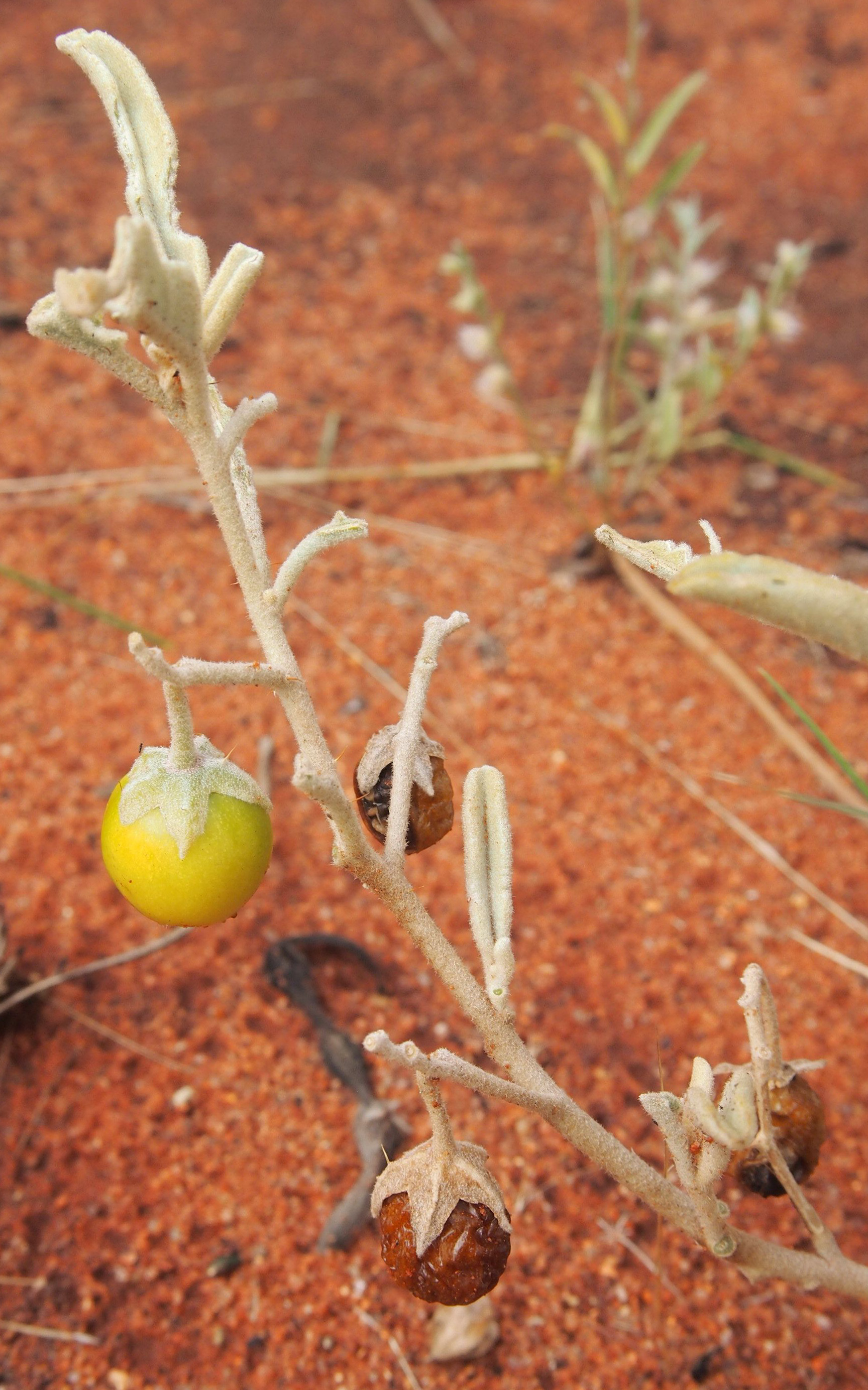
Trái chín và trái khô của S. centrale